# Alpha Kaba
Pour les articles homonymes, voir Kaba.
Alpha Kaba, né le 29 janvier 1996 à Blois dans le Loir-et-Cher, est un joueur franco-guinéen de basket-ball. Il évolue au poste de pivot.

## Jeunesse et études
Titulaire d'un baccalauréat S à 17 ans, Alpha Kaba poursuit ses études avec un BTS adapté aux sportifs avec seulement une journée et demi de cours par semaine.

## Carrière

### Début de carrière (2009-2015)
Kaba grandit à Romorantin-Lanthenay. De 2009 à 2011, il joue pour l'ADA Blois avant de rejoindre le pôle espoir de l'Élan béarnais Pau-Lacq-Orthez. Il fait ses débuts en première division française le 26 septembre 2014 contre l'Entente Orléanaise Loiret.

### Passage en Serbie (2015-2017)
En juillet 2015, Kaba signe avec le club serbe du KK Mega Leks. Dans sa seconde saison avec Mega Leks, Kaba devient le meilleur rebondeur de la Ligue adriatique durant toute la saison 2016-2017.
En 2016, Kaba s'inscrit à la draft 2016 de la NBA, mais retire finalement son nom le jour de la date limite internationale.
Un an plus tard, il est de nouveau candidat à la draft 2017 de la NBA et est choisi en dernière position par les Hawks d'Atlanta.

### Retour en France (2017-2021)
Le 28 juillet 2017, il revient en France et signe à l'ASVEL Lyon-Villeurbanne. Le 2 avril 2018, il souffre d'un traumatisme du tendon rotulien et doit manquer deux mois de compétition.
Durant l'été 2018, il participe à la NBA Summer League 2018 de Las Vegas avec les Hawks d'Atlanta. Le 28 août 2018, lors d'un entraînement, il se blesse au coude et doit rester écarté des terrains pendant trois mois. Début décembre 2018, il reprend les entraînements. Le 27 janvier 2019, lors du deuxième quart-temps du match chez la JDA Dijon, il est victime d'une luxation à la cheville et doit être plâtré six semaines.
En juin 2019, la commission de discipline de la LNB condamne Kaba à cinq matchs de suspension avec sursis et à un travail d'intérêt général pour avoir parié sur des compétitions de basket-ball (en particulier en pariant sur son équipe),.
En septembre 2019, Kaba rejoint le Boulazac Basket Dordogne. Il finit deuxième meilleur rebondeur du championnat derrière Chris Horton.
En juillet 2020, Kaba signe un contrat courant sur deux saisons avec Nanterre 92.

### Départ en Turquie
Il ne reste qu'une saison à Nanterre et en juillet 2021, il s'engage pour une saison avec le Gaziantep Basketbol, club turc de première division.
À l'issue de la saison 2021-2022 (en), Kaba est élu MVP de la saison régulière. Il termine meilleur rebondeur (10,7 rebonds de moyenne) et avec la meilleure évaluation de la saison.

### Sélection nationale (2017-2018)
Le 26 avril 2017, avec 36 autres joueurs, Kaba est pré-sélectionné en équipe de France pour les tournois internationaux jusqu'aux Jeux olympiques d'été de 2020 (comprenant le championnat d'Europe 2017 et la coupe du monde 2019).
Fin octobre 2017, il est appelé par le sélectionneur français Vincent Collet pour participer à des rencontres qualificatives mais hésite entre intégrer l'équipe de France et celle de Guinée. Il est exclu du groupe peu après avoir été approché par la sélection de Guinée,.